# HR Весов
HR Весов (лат. HR Librae), HD 142703 — одиночная переменная звезда в созвездии Весов на расстоянии приблизительно 162 световых лет (около 50 парсеков) от Солнца. Видимая звёздная величина звезды — от +6,15m до +6,13m.

## Характеристики
HR Весов — белый сверхгигант или яркий гигант, пульсирующая переменная звезда типа Дельты Щита (DSCTC) спектрального класса A2Ib/II. Масса — около 1,62 солнечной, радиус — около 1,95 солнечного, светимость — около 7,78 солнечных. Эффективная температура — около 7240 К.